# Мяхковы
Мяхковы — дворянский род.
Лазарь Мяхков за службы предков, отца и его ратоборство, храбрость и мужественное ополчение в 1688 году от Великих Государей, пожалован поместьями и на оное грамотою. Равным образом и другие многие потомки сего рода Мяхковы Российскому Престолу служили дворянские службы в разных чинах.

## Описание герба
Щит разделён горизонтально на две части, из коих в верхней в голубом поле крестообразно положены: серебряная шпага и стрела, остриями вверх обращённые. В нижней части в красном поле поставлено золотое стропило.
Щит увенчан дворянскими шлемом и короной. Нашлемник: три страусовых пера. Намёт на щите голубой красный, подложенный серебром и золотом. Герб рода Мяхковых внесён в Часть 5 Общего гербовника дворянских родов Всероссийской империи, стр. 123.